# Istituto italo-latino americano
L'Istituto italo-latino americano (o Organizzazione Internazionale Italo-Latino Americana o anche Instituto italo-latinoamericano) (IILA) è un'organizzazione intergovernativa fondata a Roma nel 1966 e attiva in campo culturale, scientifico e della cooperazione allo sviluppo. L'Istituto collabora il Ministero degli affari esteri, per conto del quale realizza progetti finalizzati.
Fanno parte dell'Istituto italo-latino americano l'Italia e le venti repubbliche dell'America Latina: Argentina, Bolivia, Brasile, Cile, Colombia, Costa Rica, Cuba, Ecuador, El Salvador, Guatemala, Haiti, Honduras, Messico, Nicaragua, Panama, Paraguay, Perù, Repubblica Dominicana, Uruguay e Venezuela.
L'Istituto è stato creato ai sensi della Convenzione Internazionale firmata il 1º giugno 1966 ed entrata in vigore, in seguito alla ratifica degli stati membri, l'11 dicembre 1966.
L'articolo 1 della Convenzione definisce gli scopi dell'IILA:
- sviluppare e coordinare la ricerca e la documentazione sui problemi, le realizzazioni e le prospettive dei Paesi membri nel campo culturale, scientifico, economico, tecnico e sociale.
- diffondere nei Paesi membri i risultati di detta ricerca e la documentazione relativa.
- individuare anche alla luce di tali risultati, le possibilità concrete di scambio, assistenza reciproca e azione comune o concertata nei settori sopra menzionati.

Gli organi dell'Istituto sono:
- il Presidente, assistito da tre vicepresidenti
- il Consiglio dei delegati
- il Comitato esecutivo
- il Segretario generale

La struttura dell'Istituto comprende:
- la Segreteria generale
- la Direzione generale coordinamento e amministrazione
- la Segreteria culturale
- la Segreteria socio-economica
- la Segreteria tecnico-scientifica
- il Servizio cooperazione allo sviluppo
- il Centro studi e documentazione. Biblioteca

Il 6 dicembre 2007 gli è stato riconosciuto lo status di osservatore dell'Assemblea generale delle Nazioni Unite.
L'IILA ha sede a Roma in via Paisiello, 24.

## Attività
L'Istituto agisce al servizio della collaborazione fra l'Italia e l'America Latina.
Le sue attività principali sono:
- l'approfondimento dei temi di maggior interesse ed attualità nel contesto delle relazioni dell'America latina con l'Italia e con l'Unione Europea;
- i progetti, sostenuti dal Ministero degli affari esteri italiano, nel settore della cooperazione allo sviluppo che interessano i paesi membri;
- la promozione e intensificazione della collaborazione economica, sociale, scientifica, tecnologica e culturale fra l'Italia e l'America latina;
- le manifestazioni per promuovere la conoscenza dell'America latina in Italia;
- la promozione di incontri internazionali sia tematici che multidisciplinari, quali le conferenze nazionali biennali Italia-America latina;
- l'informazione sull'America latina grazie alle pubblicazioni ed attività del centro studi e documentazione ed al rilevante patrimonio librario della biblioteca.

L'istituto collabora con organismi intergovernativi, istituzioni ed enti specializzati che si occupano dell'America latina.